# Великопольский, Дмитрий Алексеевич
Дмитрий Алексеевич Великопольский (род. 27 ноября 1984) — российский легкоатлет, специалист по метанию молота. Выступал на профессиональном уровне в 2002—2016 годах, серебряный и бронзовый призёр чемпионатов России, победитель первенств всероссийского значения, участник трёх Всемирных Универсиад. Представлял Смоленскую область и Москву. Мастер спорта России. Учитель физической культуры.

## Биография
Дмитрий Великопольский родился 27 ноября 1984 года. Занимался лёгкой атлетикой в Смоленске и позднее в Москве, проходил подготовку под руководством тренеров О. А. Сергеева, А. А. Пучкова, С. В. Васильева, окончил Смоленское государственное училище олимпийского резерва и Смоленскую государственную академию физической культуры, спорта и туризма.
Впервые заявил о себе на всероссийском уровне в сезоне 2002 года, когда на чемпионате России среди юниоров в Казани занял в метании молота четвёртое место.
В 2004 году стал шестым на зимнем молодёжном первенстве России в Адлере и вторым на летнем молодёжном первенстве России в Чебоксарах, показал 11-й результат на взрослом чемпионате России в Туле.
В 2005 году выиграл зимнее молодёжное первенство России, получил серебро на взрослом зимнем чемпионате России в Адлере и на Кубке России в Туле. Попав в состав российской сборной, выступил на молодёжном европейском первенстве в Эрфурте.
В 2006 году был шестым на зимнем чемпионате России в Адлере и четвёртым на летнем чемпионате России в Туле. Занял шестое место на Мемориале братьев Знаменских в Жуковском, второе место на молодёжном всероссийском первенстве в Казани, превзошёл всех соперников на молодёжном первенстве Латвии в Валмиере.
В 2007 году стал пятым на зимнем чемпионате России в Адлере, девятым на Мемориале Знаменских в Жуковском, шестым на Кубке России в Туле и пятым на летнем чемпионате России в Туле. Будучи студентом, представлял страну на Всемирной Универсиаде в Бангкоке — метнул здесь молот на 72,05 метра, расположившись в итоговом протоколе на пятой строке.
В 2008 году выиграл серебряную медаль на зимнем чемпионате России в Адлере, стал пятым на Кубке Кавказа в Сочи, шестым на Мемориале Знаменских в Жуковском, вторым на чемпионате Москвы в Подольске, седьмым на летнем чемпионате России в Казани, тогда как на соревнованиях в Брянске занял третье место и установил свой личный рекорд — 78,76 метра.
В 2009 году взял бронзу на зимнем чемпионате России в Адлере и на летнем чемпионате России в Чебоксарах (изначально стал четвёртым, но после допинговой дисквалификации Алексея Королёва поднялся в итоговом протоколе на третью позицию), превзошёл всех соперников на командном чемпионате России в Сочи. Принимал участие во Всемирной Универсиаде в Белграде, где с результатом 71,30 стал в финале шестым.
В 2010 году был пятым на зимнем чемпионате России в Адлере, третьим на командном чемпионате России в Сочи, вторым на Кубке России в Ерино и на Мемориале Владимира Куца в Москве, завоевал серебряную награду на летнем чемпионате России в Саранске, уступив только Игорю Виниченко.
В 2011 году показал пятый результат на зимнем чемпионате России в Адлере, третий результат на командном чемпионате России в Адлере, выиграл бронзовую медаль на летнем чемпионате России в Чебоксарах. На Всемирной Универсиаде в Шэньчжэне метнул молот на 72,17 и занял пятое место.
В 2012 году был пятым на зимнем чемпионате России в Адлере, четвёртым на командном чемпионате России в Адлере, пятым на Мемориале Куца в Москве, третьим на Мемориале Знаменских в Жуковском, шестым на летнем чемпионате России в Чебоксарах, вторым на Кубке России в Ерино.
В 2014 году стал четвёртым на зимнем чемпионате России в Краснодаре, пятым на командном чемпионате России в Сочи, четвёртым на Кубке России в Ерино и на летнем чемпионате России в Казани.
В 2015 году занял шестое место на зимнем чемпионате России в Адлере, восьмое место на командном чемпионате России в Сочи, четвёртым на Кубке России в Ерино, закрыл десятку сильнейших на летнем чемпионате России в Чебоксарах.
В 2016 году показал десятый результат на зимнем чемпионате России в Сочи, третий результат на чемпионате Москвы и на этом завершил спортивную карьеру.
Впоследствии работал учителем физической культуры в Школе № 1512 в Москве.